# Anomala atrocyanea
Anomala atrocyanea är en skalbaggsart som beskrevs av Hermann Burmeister 1844. Anomala atrocyanea ingår i släktet Anomala och familjen Rutelidae. Inga underarter finns listade i Catalogue of Life.